# Joan Vilajuliu i Camps
Joan Vilajuliu i Camps (Barcelona, 18 de juny de 1971) és un intèrpret de tenora i compositor de sardanes.
Estudià al Conservatori Municipal de Música de Barcelona, després continuà els estudis al Conservatori del Liceu i posteriorment amb el mestre Martínez Comín. Els de tenora els feu amb Josep Colomer i amb Jaume Vilà. El 1987 va entrar a la cobla Rambles i el 1990 s'incorporà a la seva cobla actual, la Mediterrània. Va compondre la primera sardana als 14 anys amb el títol A trenc d'alba.